# Ignaz Stahl (Schauspieler)
Ignaz Stahl (eigentlich Ignaz Frech von Ehrimfeld) (* 20. Oktober 1788 in Wien; † 10. Jänner 1862 ebenda) war ein österreichischer Schauspieler, Zeitgenosse von Johann Nestroy, Wenzel Scholz, Alois Grois und wie diese hauptsächlich in Volksstücken und Possen auf den damaligen Wiener Vorstadtbühnen engagiert.

## Leben
Ignaz Frech von Ehrimfeld wurde am 20. Oktober 1788 als Sohn des k.k. Hofkonzipisten Ignaz Nicolaus Georg Amand Frech von Ehrimfeld (1759–1827) und seiner Frau Barbara, geb. Haas von Grünberg (1766–1847) geboren. Um seine Familie nicht zu kompromittieren, begann er seine Schauspielerkarriere unter dem Pseudonym „Ignaz Stahl“. Im Biographischen Lexikon des Kaiserthums Oesterreich (1856–1891) des Constant von Wurzbach wird er beschrieben als:
„[…] eine der groteskesten Gestalten des Bühnenlebens, die mit den Reformen des heutigen Theaters immer mehr und mehr verschwinden; ohne zu wollen, oft eine Quelle unauslöschlicher Heiterkeit und ein aus dem Grunde des Herzens guter und, wo er sich sehen ließ, beliebter Mensch“.
Johann Nestroy schrieb für ihn einige Rollen in seinen Werken:
- den Tischlermeister Hobelmann in Der böse Geist Lumpazivagabundus (1833)
- den Mehlwurm in Eulenspiegel oder Schabernack über Schabernack (1835)
- den Choleriker Braus in Das Haus der Temperamente (1837)
- den Kapitalisten Uhu in Der Erbschleicher (1840)
- den Bierversilberer Spund in Der Talisman (1840)
- den Gewürzkrämer Zangler in Einen Jux will er sich machen (1842)

Sein Grab befindet sich auf dem Sankt Marxer Friedhof (Gruppe 1) in Wien-Landstraße.

## Theaterberichte
- Der Adler vom 1. Mai 1838: Benefizvorstellung im Theater an der Wien Schuster bleib bei deinen Leisten am 28. April
- Allgemeine Theaterzeitung vom 17. Juli 1840: Benefizvorstellung im Theater an der Wien Vater und Tochter am 21. Juli
- Der Wanderer vom 2. August 1841: Benefizvorstellung im Leopoldstädter Theater Die blaue Frau am 26. Juni
- Der Sammler vom 9. Juni 1842: Benefizvorstellung im Theater an der Wien Der Sohn der Bildung am 7. Juni